# Garudinia
Garudinia is een geslacht van vlinders van de familie spinneruilen (Erebidae), uit de onderfamilie Arctiinae.

## Soorten
- G. acornuta Holloway, 1982
- G. biguttata Rothschild, 1912
- G. bimaculata Rothschild, 1912
- G. biplagiata Hampson, 1896
- G. latana Walker, 1863
- G. simulana Walker, 1863
- G. successana Walker, 1866